# 피에로 카푸칠리

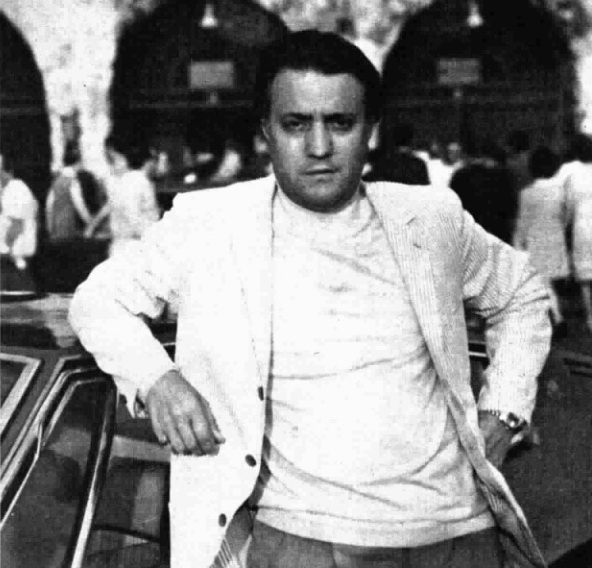
1975년

피에로 카푸칠리(Piero Cappuccilli, 1926년 9월 9일 ~ 2005년 7월 11일)는 이탈리아의 오페라 바리톤 성악가이다.
20세기 최고의 바리톤으로 손꼽히는 피에로 카푸칠리는 베르디 오페라의 역할 중 약 17개의 역할을 소화할 수 있는 베르디안 성악가였다. 그는 루치아노 도나조에게 사사를 받았고 1956에 밀라노에 있는 누오보 극장에서 주최한 콩쿨에서 두각을 나타내며 이태리 오페라 시장에 데뷔하였다. 주로 시몬 보카네그라, 맥배드, 리골레토, 나부코 등 베르디 오페라역을 주로 맡아서 했던 그는 1964년 라 스칼라 극장에 '람메르무어의 루치아'라는 오페라로 데뷔하였는데. 성공적으로 데뷔하여서 이후 이탈리아 오페라시장에서 매 년 첫 시즌 오페라의 주역은 카푸칠리가 차지하게 되었다.

## 주요 작품
- Leon cavallo - I pagliacci(1957년) /
- Giacomo Puccini - Tosca /
- G. Donizetti - Lucia di Lammermoor(1964년) /
- Giuseppe Verdi - Il trovarore(1964년) /
- Giuseppe Verdi - Simon Boccanegra (1975년)